# Fláviusz
A Fláviusz latin eredetű férfinév, jelentése: a Flavius nemzetséghez tartozó; szőke. Női párja: Flávia.

## Rokon nevek
- Flavián:[1] a Flavianus rövidülése, jelentése a Flavius nemzetséghez tartozó; szőke.[3]
- Flávió:[1] a Fláviusz olasz formája.[2]

## Gyakorisága
Az 1990-es években a Fláviusz, Flavián és Flávió szórványos név, a 2000-es években nem szerepelnek a 100 leggyakoribb férfinév között.

## Névnapok
Fláviusz, Flavián, Flávió:
- február 18.[2]
- december 22.[2]